# Mitchell van der Gaag
Mitchell van der Gaag (Zutphen, 22 ottobre 1971) è un allenatore di calcio ed ex calciatore olandese, di ruolo difensore, tecnico del Zurigo.

## Caratteristiche tecniche
Giocava come difensore centrale.

## Carriera

### Allenatore
Il 18 marzo 2019, in seguito ai pessimi risultati ottenuti con il club olandese del NAC Breda, Mitchell si dimette dalla guida della squadra, lasciandola all’ultimo posto in classifica con soli 17 punti conquistati in 26 partite. Due mesi dopo viene scelto come sostituto di Michael Reiziger sulla panchina dello Jong Ajax. Disputa una grande stagione portando il club ai vertici della seconda serie; il 22 febbraio 2020 contro l’Helmond Sport schiera la formazione più giovane di sempre del calcio professionistico olandese con un’età media di 18 anni e 204 giorni.

## Statistiche

### Presenze e reti nei club
| Stagione        | Squadra          | Campionato      | Campionato | Campionato | Totale | Totale |
| Stagione        | Squadra          | Comp            | Pres       | Reti       | Pres   | Reti   |
| --------------- | ---------------- | --------------- | ---------- | ---------- | ------ | ------ |
| 1988-1989       | PSV              | E               | 0          | 0          | 0      | 0      |
| 1989-1990       | N.E.C.           | E               | 10         | 2          | 10     | 2      |
| 1990-1991       | Sparta Rotterdam | E               | 22         | 2          | 22     | 2      |
| 1991-1992       | Sparta Rotterdam | E               | 33         | 2          | 33     | 2      |
| 1992-1993       | PSV              | E               | 16         | 3          | 16     | 3      |
| 1993-1994       | PSV              | E               | 19         | 1          | 19     | 1      |
| 1994-1995       | PSV              | E               | 9          | 0          | 9      | 0      |
| 1994-1995       | Motherwell       | SP              | 2          | 0          | 2      | 0      |
| 1995-1996       | Motherwell       | SP              | 12         | 1          | 12     | 1      |
| 1996-1997       | Motherwell       | SP              | 28         | 7          | 28     | 7      |
| 1997-1998       | Utrecht          | E               | 25         | 1          | 25     | 1      |
| 1998-1999       | Utrecht          | E               | 16         | 2          | 16     | 2      |
| 1999-2000       | Utrecht          | E               | 32         | 6          | 32     | 6      |
| 2000-2001       | Utrecht          | E               | 26         | 2          | 26     | 2      |
| 2001-2002       | Marítimo         | PL              | 28         | 3          | 28     | 3      |
| 2002-2003       | Marítimo         | PL              | 33         | 6          | 33     | 6      |
| 2003-2004       | Marítimo         | PL              | 32         | 6          | 32     | 6      |
| 2004-2005       | Marítimo         | PL              | 30         | 2          | 30     | 2      |
| 2005-2006       | Marítimo         | PL              | 31         | 1          | 31     | 1      |
| 2006            | Al-Nassr         | SPL             | 27         | 3          | 27     | 3      |
| Totale carriera | Totale carriera  | Totale carriera | 431        | 47         | 431    | 47     |

## Palmarès

### Giocatore

#### Competizioni nazionali
- Supercoppa dei Paesi Bassi: 1

PSV: 1992

### Allenatore

#### Competizioni nazionali
- Segunda Liga: 1

Belenenses: 2012-2013